# Partizanska bolnica i porodilište Spodnji Hrastnik
Partizanska bolnica i porodilište Spodnji Hrastnik  bila je u narodnooslobodilačkoj vojsci naroda Jugoslavije jedna od 24 bolnice u najpoznatijem sistemu bolnica na prostoru Slovenije raspoređenih na Kočevskom Rogu, u krugu prečnika 15 km. Bolnica je funkcionisala, kao poseban odeljak u sitemu Slovenačke centralne vojnopartizanska bolnica Kočevski Rog (skračeno SCVPB) koje su na Kočevskom Rogu radila između 1942. i 1945. godine, odnosno sve do kraja Drugog svetskog rata. 

## Preduslovi
Rat, koji je počeo 6. aprila 1941. završio se porazom Jugoslovenske vojske i okupacijom Slovenije. Nakon raspada Kraljevinu Jugoslaviju 1941. godine područje Kočevskog Roga u Sloveniji, po teritorijalnoj podeli od strane okupatora, pripalo je Italiji. Zato su se kočevski Nemci, koji su tradicionalno više vekova nastanjivali Kočevski Rog, u zimu 1941/42. nasilno preseljeni u dolinu reke Save, odakle je nekoliko meseci ranije deportovano više od 36.000 Slovenaca. Nakon migracije Nemaca na Kočevskom Rog ostalo je više od četrdeset depopulizovanih sela i zaseoka.
Kočevski Rog je naziv za više od pet stotina kvadratnih kilometara razuđenog kraškog područja između Kočevsko-Ribničkog polja, Suve krajine, Novomestanske kotline i Bele Krajine, sa najvećim vrhom Veliki Rog visokim 1099 m. 
Klima na Rogu je hladna i vlažna zbog mešanja alpskih, mediteranskih i kontinentalnih vazdušnih struja. Životni uslovi su surovi, tako da je ljudski uticaj donedavno bio mali. Šume su uglavnom jelova i bukve, a najvažnije vrste drveta su jela, bukva, smreka, javorov, brest, jesen, lipa, divlja trešnja. U očuvanom prirodnom okruženju preživjele su tri najveće evropske zveri (vuk, medved i ris), papkari, ptice, sove i druge divlje životinje. U Rogu su postojale i tri prašume.
Sve to je Rog činilo teško prohodnim a zbog oštre klime prostor, nauslovnim za život pa ova oblast nije bila gušće naseljen sve do 14. veka, kada su ga naselili nemački kolonisti, koji su potom sve do Drugog svetskog rata formirali kulturni krajolik, sa više od 90% šumskog zemljišta, koje je do danas opstalo kao retko ostrvo očuvane prirode u Sloveniji i srednjoj Evropi.
Navedene geografske karakteristike Kočevskog Roga, pogodne za gerilski način borbe i iseljavanjem stanovništva, posebno onog naklonjenog Nemcima, sa ovog prostora, stvorilo je idealane uslove da ovaj prostor postane slobodna partizanska teritorije. Prva grupa partizana na Kočevskom Rogu pojavila se avgusta 1941. godine, da bi maja 1942. na širm prostoru Dolenjske, Notranjske i Bele Krajina nastala velika oslobođena teritorija. 
Kočevski Rog je tako postao centar pokreta otpora, a na Kraljevom kamenu do karaja avgusta 1942. godine delovalo je rukovodstvo pokreta otpora. Nakon velike italijanske ofanzive u leto 1942. (nazivane Roška), rukovodstvo NOP se povuklo sa Kočevskog Roga u Polhograjske dolomite, ali je u međuvremenu odlučiolo da se, ponovo vrati i da na Kočevskom Rogu osnuju komandnu bazu, partizanske bolnice, radionice, škole, štamparije i skladišta.

## Rad bolnice i porodilišta
Partizanska bolnica na prostoru Spodnji Hrastnik koja je radila od leta 1943 do 1945. godine bila je odeljak u sistemu Slovenske centralne vojno partizanske bolnice, koja je, pored lečenja ranjenika i bolesnika, imala i poseban deo namenjen porodiljama. 
I dok je u svim bolnicama SCVPB od leta 1943. do 1945. godine rođeno 54 beba, 25 dečaka i 29 devojčica, od ovog broja samo u bolnici Spodnji Hrastnik od maja 1944 do marta 1945. godine rođeno je 45 novorođenčadi. Prvo novorođenče, koje je rođeno 8. maja 1944. godine, bio je dečak po imenu Iztok - Zvonko. Poslednje novorođenče rođeno u bolnici u Spodnjem Hrastniku bio je Boris, i rođeno je 17. marta 1945. godine.
Bolnica je u svom sastavu imala babicu i medicinsku sestru Gitu Harish, koji je bila obučena za ishranu beba i u tome pomogala mladim majkama. Posle sedam do deset nedelja sa svojim majkama, novorođenčad bi se preselila iz porodilišta u dnevnu sobu. Briga o deci bila je ista kao u mirnodopskoj, a ne uzaraćenoj državi. Uprkos nedostatku vode, deca su svakodnevno kupana a redovno su prane i pelene. Za tu namenu kriđćena je kišnica koja je sa krovova baraka skupljana u u drvenim kadama. U prodilišti ue dr Grosmanova nekoliko puta nedeljno za mlade majke držala predavanje " o brizi i pravilnom ishrani zdravog i bolesnog deteta, najčešćim dečijim zaraznim bolesti i o vaspitanju male dece. Partizanke majke u porodilištu izrađivale su razne proizvode, posteljinu salvete i od vune plele šalovi, džempere, rukavice, a od savezničkih padobrana, šile su odeću za decu majice, dukserice, kratke pantalone, rukavice i čarape.
Nakon rođena nekoliko deca u porodilištu, majke su zatražile saglasnot da priprema ceremoniju krštenja, za petoro dece. Krštenje je obavio duhovnik dr Metod Mikužka. Krštenje je bilo svečani događaj u kome su učestvovali, pored krštene dece i majki i svi, ranjenici, bolesnici, osoblje i majke u bolnici, kao i gosti goste kum i krstitelj dr Metod Mikužka.
Uprave SCVPB,  je 8. februara 1945 uputila dopisrukovodstvu bolnice u Spodnjem Hrastniku, kojim je nalažena evakuacija u Italiju svih trudnisca i novorđenih beba, izutev onih koje su bile neposredno pred porođajm i majki sa decom koja nisu bila starija od četrnaest dana nakon poroda.
Partizanska bolnica sa porodilištem u Spodnjem Hrastniku radila je sve do kraja Drugog svjetskog rata i nikada nije bila otkrivena od strane neprijatelja. 
Objekti bolnice i porodilišta nisu sačuvani, a danas postoje samo skromni tragovi i ostaci bolnice u toj oblasti na Kočevskom Rogu.

## Literatura
- Bogdan Brecelj, Kako so nastajale partizanske bolnišnice, v: Poslanstvo slovenskega zdravnika, Ljubljana, 1965.
- Dr Pavel Lunaček: ob stoletnici rojstva, uredil Jože Zupan, Ljubljana, Šentrupert, 2000.
- Janez Milčinski, Mi pa nismo se uklonili, v: Poslanstvo slovenskega zdravnika, Ljubljana, 1965
- Janko Jarc, Partizanski rog Obzorja, Maribor, 1977.
- Jože Saje, Kočevski rog med drugo svetovno vojno in danes. Novo mesto, 2013.
- Mitja Ferenc, Baza 20 in bolnišnici Jelendol ter Zgornji Hrastnik, Obzorja, Maribor, 1992.
- Zora Konjajev, Zvestoba Hipokratu. Spomini in pričevanja partizanskega zdravnika dr. Luke, Ljubljana, 1999.

## Spoljašnje veze
- (језик: словеначки)
- (језик: словеначки)